# Iarba țapului

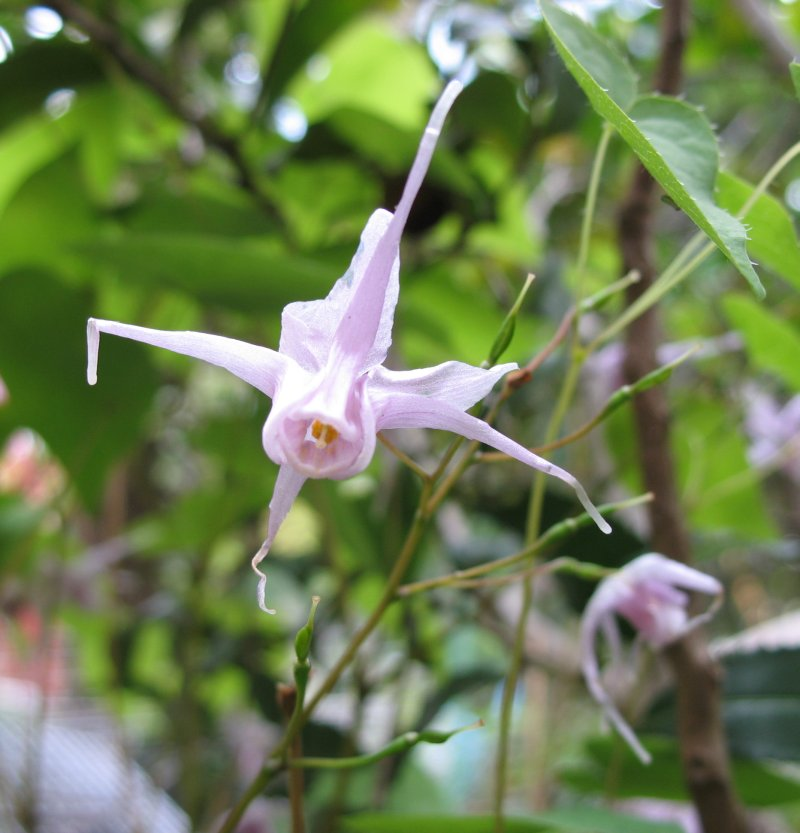
Iarba țapului (Epimedium grandiflorum)

Iarba țapului (Epimedium grandiflorum), engleză: Horny Goat Weed, chineză: Chien-Hsieh, Yin-Yang-Hua, este o plantă perenă din familia Berberidaceae, de maxim 30 cm înălțime, cu tulpină de culoare roșie, și frunze căzătoare verzi în formă de inimă cu nuanță roșiatică, ușor pufoase pe partea de jos. Florile sunt roz, alb, galben sau violet și apar primăvara. Este răspândită în Asia în special China, Japonia și Coreea.
Planta a fost menționată în cărți medicinale chinezești și folosită încă din antichitate.
Iarba țapului este un puternic afrodiziac, planta conține o serie de substanțe și enzime printre care icariină, un flavonoid și inhibator PDE5, recunoscut atât la bărbați pentru ameliorarea funcțiilor erectile, cât și la femei pentru creșterea libidoului, fără a avea efecte secundare.